# تی‌سی‌جی گور (۱۹۳۶)
تی‌سی‌جی گور (۱۹۳۶) (به انگلیسی: TCG Gür (1936)) یک کشتی است که طول آن 72.38 m می‌باشد. این کشتی در سال ۱۹۳۰ ساخته شد.